# はろう警報
『はろう警報』（はろうけいほう）は、杉原涼子による日本の4コマ漫画作品。『Cookie』（集英社）2003年6月号から2012年11月号まで連載された。単行本全2巻。
平凡な浪人生（後に大学生）一朗が、個性的で変人揃いの彼女や周りの友人たちと繰り広げるギャグ漫画。

## 主な登場人物
西波 一朗（にしなみ いちろう）
浪人生（一浪）。時には勉強の邪魔になっていることさえも気にならないほど、彼女・みずほを愛している。その後、大学には謎の「チャレンジ賞」枠で何とか合格する。大学入試の際に一浪で済むようにと両親が願いを込めて名付けたが、母親が漢字を間違えた。
上原 みずほ（うえはら みずほ）
一朗の彼女。豪快な性格。住み込みで漁師のバイトをしたり、温泉掘削のバイトをしたりするなどかなり変わっている。
南崎（みなみざき）
一朗の隣人。変人。友達はいない。
ガンバレンジャー
元ヒーロー戦隊。不況で怪獣も減り、失業。戦隊内不倫が原因で妻子は出ていった。離婚時の裁判で、息子には10m以内に近付けない。
東間 和輝（とうま かずき）
一朗の友人。薬剤師。女好き。美奈子という彼女がいるが、他にもたくさんの女の子と関係がある。
???（名前不明）
一人暮らし中の女性。小学1年生の頃スーパーで母親とはぐれて以来、それっきり会っていない。銀行強盗をした過去があり、偽造パスポートを作る技術も持つ。
上野（うえの）
一朗の友人。ヒゲにスーツの会社員。
奥村 悠（おくむら ゆう）
初登場時、中学2年生。一朗のアパートの近所に住んでいる。一朗に片思い中。シャイな性格。父子家庭、小学生の弟がいる。両親の離婚時、どちらと暮らすかあみだくじで決めた。父親はパイロット、離婚した母は客室乗務員だった。
華路 奈緒（はなみち なお）
『初ラブ♥』を連載する人気少女漫画家（男性）。着物が似合う老人で、デビューして間もない新人だが、そう思わせない威厳がある。
墨友 礼子（すみとも れいこ）
東間の勤める薬局の副店長。バツイチ、一児の母。東間の戯れの冗談に翻弄される。
沙紀（さき）
悠の高校のクラスメイト。入試の時から悠と友達になりたいと思っている。

## 書誌情報
- 杉原涼子 『はろう警報』 集英社 〈りぼんマスコットコミックスCookie〉、全2巻
  1. 2009年10月15日発売[2]、ISBN 978-4-08-867019-5
    - かきおろしオマケまんが 初ラブ

  2. 2010年1月15日発売[3]、ISBN 978-4-08-867035-5
    - かきおろしオマケまんが 初ラブ